# Xenia Leonidowna Boguslawskaja

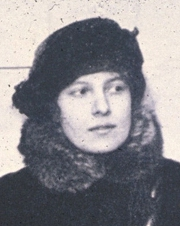
Xenia Boguslawskaja, 1915

Xenia Leonidowna Boguslawskaja (auch Xana, russisch Ксения Леонидовна Богуславская, * 24. Januarjul. / 5. Februar 1892greg. in Odessa, Russisches Kaiserreich; † 3. Mai 1972 in Herblay-sur-Seine, Frankreich) war eine russische Malerin. Der Maler Iwan Puni war ihr Ehemann.

## Leben
Die Künstlerin wurde 1892 in Odessa als Xenia Bogoslowskaja geboren.
Ihr Vater Leonid Iwanowitsch Bogoslowski (1. Januar 1854 – 22. Juli 1902) war Oberstleutnant der zaristischen Armee und diente zwischen 1898 und 1902 in Guangdong (China), wo er an Ruhr starb. Ihre Mutter, Wera Fedorowna Bogoslowskaja (1859 – 16. August 1921; geborene Alabugina, eine Leutnantstochter), die ihn begleitete, zog nach dem Tod ihres Mannes mit Xenia und ihrem älteren Bruder Leonid nach Sankt Petersburg und lebte von der Militärpension ihres Mannes. Xenia besuchte zwischen 1903 und 1908 ein Gymnasium (die „Frauenschule der Therese von Oldenburg“) und erhielt in einer Kunstschule ersten Kunstunterricht. Iwan Albertowitsch Puni, ihren späteren Mann, lernte sie mit 16 Jahren kennen. Da sie sich für sozialistische Ideen einsetzte, musste sie 1910 zunächst nach Österreich (Lemberg, Karpaten, Wien), danach nach Neapel fliehen. Dabei war sie mit einem Kameraden namens Kolossow zusammen, den sie heiratete und den Namen entsprechend wechselte. Zwei Jahre später traf sie in Neapel Puni wieder; sie siedelten gemeinsam nach Paris über. In Paris lernte sie mehrere französische und russische Künstler der Avantgarde kennen. In der französischen Hauptstadt besuchte sie private Malschulen (die Académie Russe und die Académie de la Grande Chaumière) und verdiente ihr Geld als Zeichnerin von Stoffentwürfen. Im Mai 1913 kehrte sie unter dem Namen Boguslawskaja nach Sankt Petersburg zurück.
Dort kam sie wieder mit Puni zusammen, und die Wohnung des Paars wurde Treffpunkt der russischen Avantgarde. Xenia unterstützte tatkräftig ihren Mann bei allen Aktivitäten, wie z. B. bei Vorbereitung von futuristischen Publikationen, bei der Organisation von Ausstellungen Tramway W (März 1915) und 0,10 (Dezember 1915) und beim Dekorieren von Petrograd zu Revolutionsfesten (Mai und November 1918). 1919 zogen Boguslawskaja und Puni kurzzeitig nach Witebsk, um auf Einladung von Marc Chagall an der dortigen Kunstschule zu lehren.

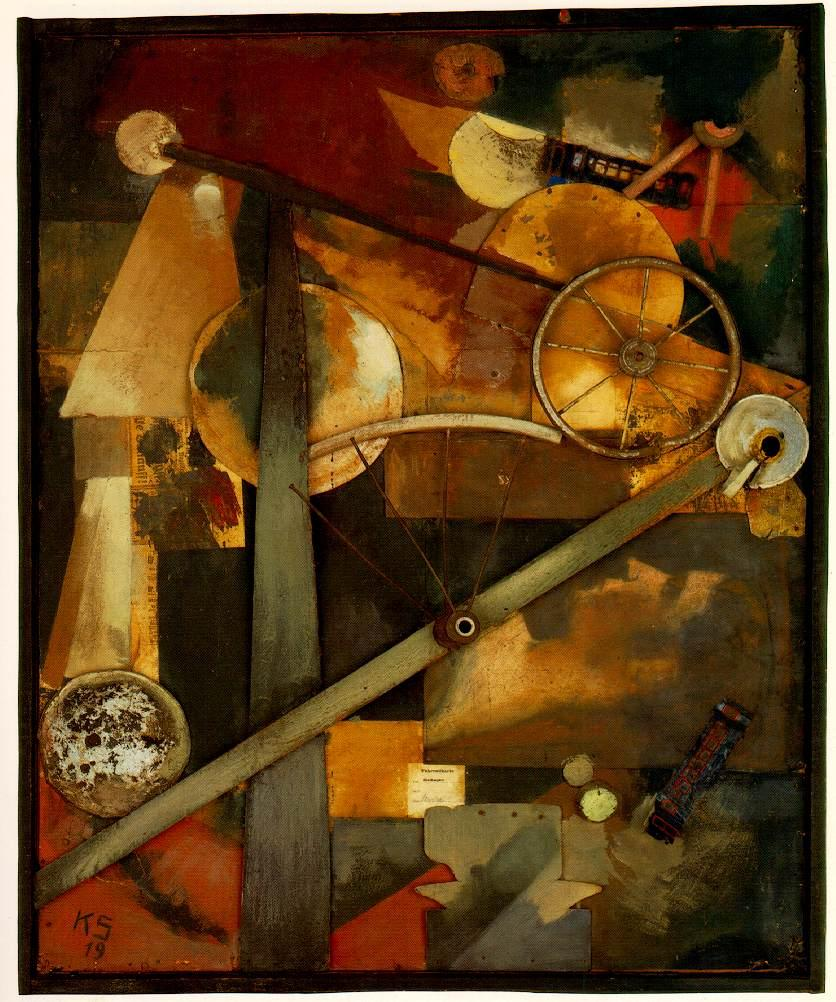
Kurt Schwitters: Konstruktion für edle Frauen, 1919

Im Februar 1920 verließen sie Russland, und ab November 1920 lebten sie drei Jahre in Berlin. Während Puni sich mit den aktuellsten Problemen der Malerei beschäftigte, engagierte sich Boguslawskaja für verschiedene Aufträge, um den Lebensunterhalt zu verdienen, wie z. B. Theaterentwürfe und Buchillustrationen. Sie arbeitete für die Zeitschrift Die Dame und schuf für diese vier Titelseiten.
Auf der Großen Berliner Kunstausstellung 1922 und 1923 war Boguslawskaja mit einigen Werken vertreten. Kurt Schwitters widmete ihr das „Merzbild“ Konstruktion für edle Frauen. Ende 1923 fingen sie in Paris neu an. Boguslawskaja kam als Kostümbildnerin und Stoffentwerferin wieder für die Finanzen auf, bis Puni als Maler allmählich Bekanntheit erreichte. Sie war auch im Kunsthandel als Vermittlerin aktiv, aber vor allem engagierte sie sich für Punis Werk. Nach seinem Tod am 28. Dezember 1956 organisierte sie etwa 20 retrospektive Ausstellungen von Puni und bereitete Material für seinen Werkkatalog vor, welcher 1972 (1. Band) und 1992 (2. Band) veröffentlicht wurde.
Xenia Boguslawskaja starb am 3. Mai 1972 im Alter von 80 Jahren in einer Seniorenresidenz in Herblay-sur-Seine bei Paris.